# سلام

شالوم در زبان عبری

سَلام (تلفظ: ‎i‎//‎) واژهٔ محترمانه‌ای است که در میان مسلمانان جهان برای درود فرستادن به کار می‌رود. این واژه از طریق عربی به فارسی و برخی زبان‌های دیگر نیز وارد شده‌است. واژه‌های شَلوم (Shalom) (به عبری: שלום) که در تورات از آن یاد شده و شْلاماء (به سریانی: ܫܠܡܐ) از جمله واژه‌های هم‌خانواده و هم‌معنی آن هستند. سلام در زبان عربی بیشتر به شکل سلام علیکم (عربی: ٱلسَّلَامُ عَلَيْكُمْ) استفاده می‌شود که ریشه آن سلم است و معنی سلامت باشید نیز می‌دهد. پیشینه این واژه محترمانه به پیش از اسلام بازمی‌گردد و در میان عرب‌زبانان سایر ادیان (مانند مسیحیان عرب و یهودیان مزراحی) رایج است. در یهودیت عبارت شالوم که معادل عبری سلام می باشد، در تنخ و در مسیحیت در کتاب مقدس ذکر شده است.

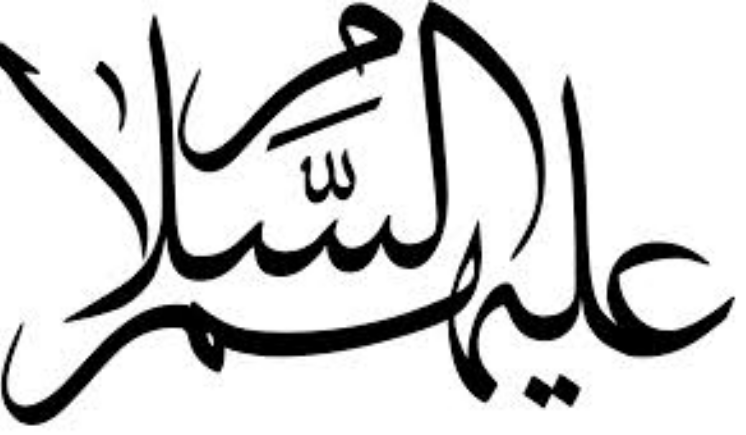
سلام در زبان عربی

پر تکرارترین کلمه در فارسی واژه سلام است. در اسلام سلام کردن پسندیده است و جواب دادن به سلام دیگران واجب می باشد. در برخی آیات قرآن بر افرادی مانند ابراهیم، موسی و هارون سلام فرستاده شده است.عیسی مسیح نیز در این آیات می گوید: و سلام حق بر من است روزی که به دنیا آمدم. سلام در قرآن مانند عبارت شالوم در تلمود، آنقدر مقام مهمی دارد که جزو نام های خدا (اسماء الحسنی) محسوب می شود.

## انواع جنسیت نحوی
| جنس                   |  | پیشواز        | پاسخ           |
| --------------------- |  | ------------- | -------------- |
| مفرد مذکر             |  | ٱلسَّلَامُ عَلَیْکَ‎   | وَعَلَیْکَ ٱلسَّلَامُ   |
| مفرد مؤنث             |  | ٱلسَّلَامُ عَلَیْکِ   | وَعَلَیْکِ ٱلسَّلَامُ   |
| جمع دوگانه (هر جنسیت) |  | ٱلسَّلَامُ عَلَیْکُمَا | وَعَلَیْکُمَا ٱلسَّلَامُ |
| جمع مذکر              |  | ٱلسَّلَامُ عَلَیْکُمْ  | وَعَلَیْکُمُ ٱلسَّلَامُ  |
| جمع مؤنث              |  | ٱلسَّلَامُ عَلَیْکُنَّ  | وَعَلَیْکُنَّ ٱلسَّلَامُ  |